# かつしかハープ橋
かつしかハープ橋（かつしかハープきょう）は、東京都葛飾区の綾瀬川にかかる橋。

## 概要
1987年（昭和62年）9月9日に開通した。首都高速中央環状線を通し、北岸の東京都葛飾区東四つ木一丁目と南岸の東京都葛飾区西新小岩三丁目を結ぶ。綾瀬川と中川の合流地点であり、上平井水門と隣接する。
橋梁デザイナーの大野美代子のデザインによる世界初の曲線斜張橋であり、さらにその曲線はS字を描き、路面には勾配もあるため、複雑な立体構造をしている。2本の主塔は高さがそれぞれ65 m、29 mと異なるという特殊な橋である。その曲線と48本のワイヤーが織り成す姿は美しく、楽器のハープに見立てて公募によりその名がつけられた。1986年度（昭和61年度）の土木学会田中賞を受賞している。
夜間にはライトアップが行われており、照明ポールに設置された投光器30灯から主塔を照らしている。

### 諸元
- 橋長 - 455 m[1]
- 最大支間長 - 220 m
- 形式 - 4径間連続S字形曲線斜張橋
- 幅員 - 18.5 m（4車線）
- 設計 - 大日本コンサルタント、川崎重工業・サクラダ・東京鐵骨橋梁JV[1]
- 施工 - 川崎重工業・サクラダ・東京鐵骨橋梁JV
- 竣工 - 1986年[1]
- 管理者 - 首都高速道路公団

## 隣の橋
- 綾瀬川

（上流） - 木根川橋 - 東四ツ木避難橋 - かつしかハープ橋 - 中川に合流 - （下流）